# Ascotolinx reticoxa
Ascotolinx reticoxa är en stekelart som beskrevs av Boucek 1988. Ascotolinx reticoxa ingår i släktet Ascotolinx och familjen finglanssteklar. Inga underarter finns listade.